# 다보스
다보스(독일어: Davos)는 스위스 그라우뷘덴주에 있는 도시이다. 매년 세계 경제 포럼이 열리는 것으로 유명한 리조트 타운 혹은 컨벤션 도시이다.
2003년을 기준으로 인구 약 10,998 명, 면적 254.48km2, 해발 1560m로 겨울철에는 스키 리조트로 많은 투숙객을 모은다. 고지의 맑은 공기로 인해 결핵 환자를 위한 요양소가 설치되었다. 소설가 아서 코난 도일은 1899년에 다보스에 관한 스키 관련 기사를 쓴 적이 있고, 토마스 만 소설 《마의 산》의 무대도 여기 다보스의 요양소이다.
다보스는 플레수어 산맥과 알불라 산맥 사이의 레티아 알프스에 있는 란트바서강에 위치하고 있다.
시정촌은 인구, 경제 활동 및 행정의 중심인 란트바서의 거의 전체 계곡을 차지하고 있으며, 해발 1,560m에 있는 두 인접한 마을 다보스 도르프(Davos Dorf)와 다보스 플라츠(Davos Platz)가 있다.
19세기에 산악 건강 리조트로 명성을 얻은 다보스는 오늘날 세계 경제 포럼 (단순히 “다보스 포럼”이라고도 함)을 개최하는 것으로 가장 잘 알려져 있다. 연례 글로벌 정치와 기업 지도자 회의이다. 겨울 스포츠의 오랜 역사를 지닌 다보스는 스위스에서 가장 큰 스키 리조트 중 하나를 보유하고 있으며, 매년 12월에 국제 스펭글러컵 아이스하키 토너먼트를 개최한다.

## 역사
다보스 지역의 현재 정착은 중세 시대에 로토-로마인의 이민과 함께 시작되었다. 다보스 마을은 1213년에 타바우스(Tavaus)로 처음 언급되었다. 1280년경부터 팔츠의 남작은 독일어를 사용하는 발저인 식민지 개척자들에게 정착을 허용하고, 광범위한 자치권을 인정했다. 이로 인해 다보스가 스위스 동부에서 가장 큰 발저 정착 지역이 되었다. 원주민들은 여전히 그라우뷘덴에 비정형적인 방언을 사용하여 스위스 서부, 특히 상부 발레의 독일어 관용구와 유사성을 보여준다.
1436년에는 다보스에서 10개 관할권 연맹이 결성되었다. 19세기 중반부터 소코오프스코(Sokołowsko)를 모델로 한 다보스는 높은 계곡의 미기후가 의사들에 의해 우수하다고 간주되고(알렉잔더 스펭글러에 의해 시작됨) 폐질환 환자에게 권장되었다. 이 때문에 병자들에게 인기 있는 목적지가 되었다. 결핵을 앓던 로버트 루이스 스티븐슨은 1880년 에든버러 주치의인 조지 밸푸어 박사의 권유로 다보스에서 겨울을 보냈다. 아서 코난 도일은 1899년 다보스에서 스키에 관한 기사를 썼다. 다보스의 요양소는 토마스 만의 소설 《마의 산》에서 베르크호프 요양소의 영감을 주기도 한다. 1936년과 1938년 사이에 에른스트 루트비히 키르히너는 말년에 1917년부터 다보스에 살면서 다보스와 융커보덴을 그렸다. 그의 그림은 낭만주의와 범신론적 분위기와 단순화된 형식 구조를 동시에 갖고 있다.
겨울 스포츠의 자연 빙상 시대에 다보스와 다보스 아이스타디온 실내경기장은 스피드 스케이팅의 메카였다. 많은 국제 선수권 대회가 이곳에서 열렸고, 1898년 페더 외슬룬드가 4개의 기록을 세은 것을 시작으로 많은 세계 기록을 세웠다. 1913년에는 유일한 유럽 밴디 선수권 대회가 이 마을에서 개최되었다. 이후 다보스는 스키 리조트, 특히 영국과 네덜란드에서 온 관광객들이 자주 찾는 곳이다. 1970년대와 1980년대를 정점으로 이 도시는 유명하지만, 덜 유명한 관광 명소로 자리 잡았다.

## 지리

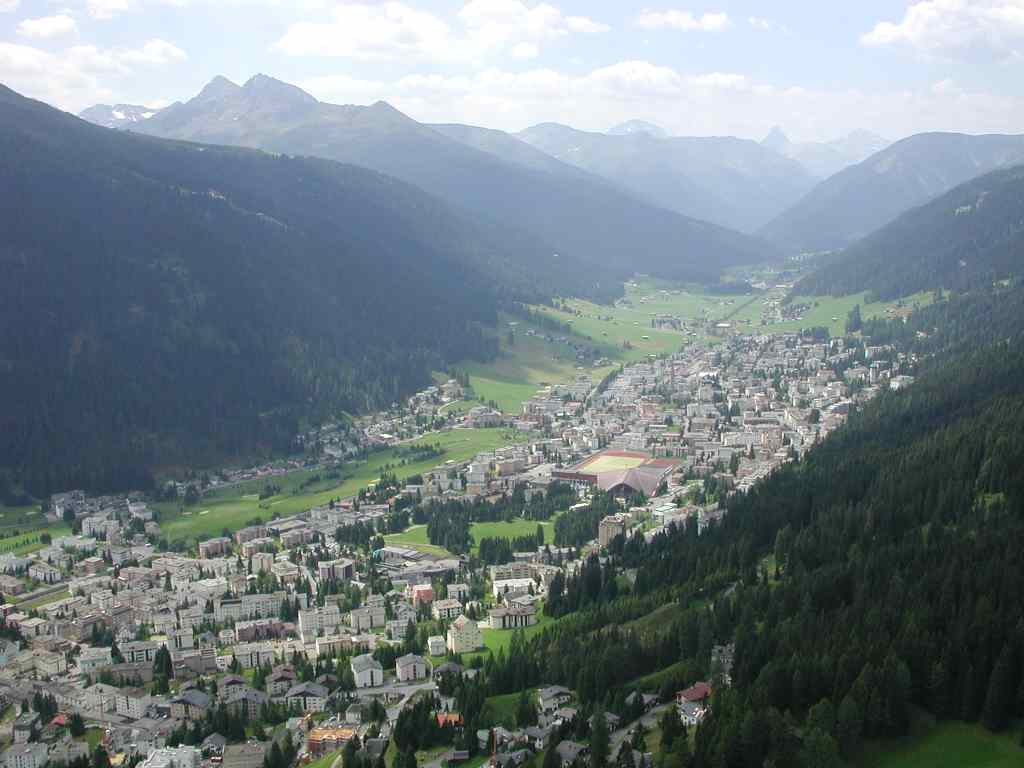
남서쪽을 바라보는 패러글라이더의 다보스 풍경

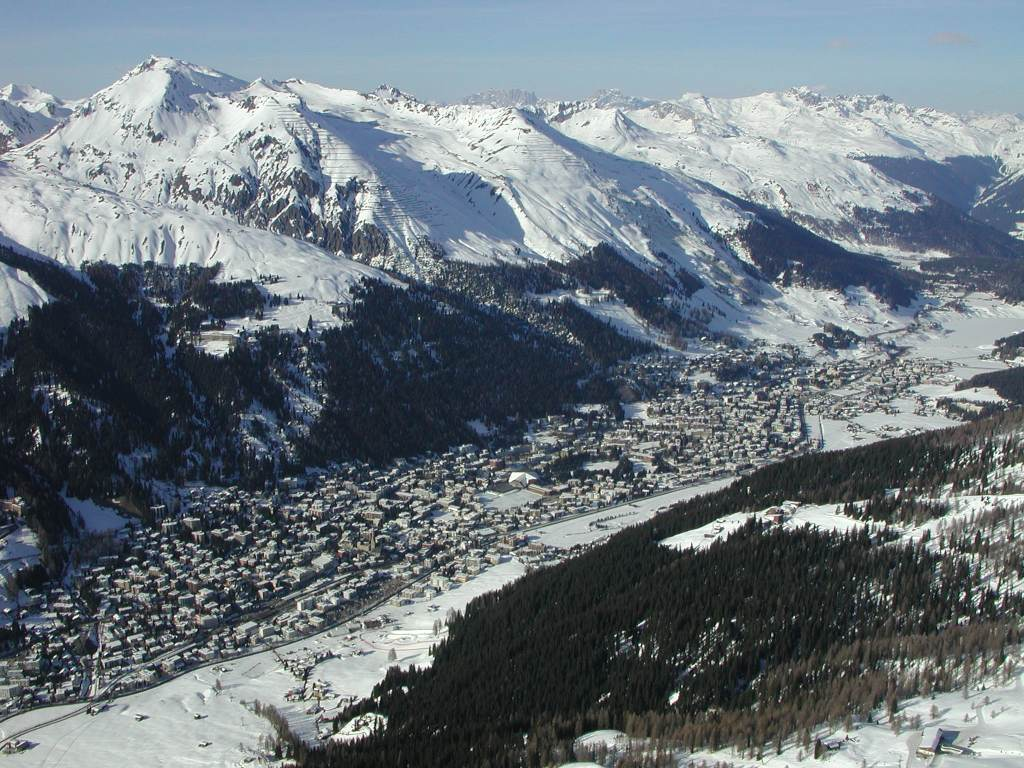
북쪽으로 본 다보스, 샤찰프와 파센 스키 지역이 보인다

다보스의 주요 마을은 볼프강 고개 바로 아래 해발 1,560m의 란트바서의 좁은 계곡 꼭대기에 있다. 다보스 호수는 이전에 란트바서의 발원지였던 마을의 북동쪽에 있다.
다보스 시정촌은 란트바서 계곡과 그 옆 계곡의 대부분을 포함하여 284k㎡의 면적(2004/09 조사 기준)을 가지고 있다.
이 면적 중 약 35.0%가 농업용으로 사용되며 22.2%는 산림이다. 나머지 토지 중 2.3%는 정착지(건물 또는 도로)이고 40.5%는 비생산적인 토지이다. 2004/09 조사에서 총 337헥타르 또는 전체 면적의 약 1.2%가 건물로 덮여 있었는데, 이는 1985년에 비해 61헥타르가 증가한 것이다. 같은 기간 동안 시정촌의 레크리에이션 공간은 10ha 증가했으며 현재 전체 면적의 약 0.22%이다. 농경지 중 1,296ha는 들판과 초원이고 9,056ha는 고산 목초지로 구성되어 있다. 1985년 이후 농경지는 736ha 감소했다. 같은 기간 동안 산림 면적은 481ha 증가했다.
볼프강 고개는 란트바서 계곡에서 란트콰르트로 유입되는 물을 구분하며 연중 내내 도로와 래티셰 철도 연결이 있다. 고개를 건너면 클로스터스 마을과 프레티가우가 나온다. 세 개의 긴 측면 계곡은 란트바서의 주요 계곡에서 남쪽으로 뻗어 있으며, 그중 하나는 플뤼엘라 고개와 엥가딘 너머로 이어진다.

### 기후
다보스는 연간 평균 강수량이 124.7일인 아극 기후(쾨펜 Dfc)이며 평균 강수량은 1,022mm이다.
가장 습한 달은 8월로 다보스의 평균 강수량은 148mm이다. 이달의 평균 강수일은 13.5일이다. 강수량이 가장 많은 달은 6월로 평균 13.6일이지만 강수량은 126mm에 불과하다. 일년 중 가장 건조한 달은 4월로 9.6일 동안 평균 강수량이 56mm이며, 그중 8.5일에 강설량이 50.9cm이다.
| 다보스(1981–2010, 1594m a.s.l.)의 기후 | 다보스(1981–2010, 1594m a.s.l.)의 기후 | 다보스(1981–2010, 1594m a.s.l.)의 기후 | 다보스(1981–2010, 1594m a.s.l.)의 기후 | 다보스(1981–2010, 1594m a.s.l.)의 기후 | 다보스(1981–2010, 1594m a.s.l.)의 기후 | 다보스(1981–2010, 1594m a.s.l.)의 기후 | 다보스(1981–2010, 1594m a.s.l.)의 기후 | 다보스(1981–2010, 1594m a.s.l.)의 기후 | 다보스(1981–2010, 1594m a.s.l.)의 기후 | 다보스(1981–2010, 1594m a.s.l.)의 기후 | 다보스(1981–2010, 1594m a.s.l.)의 기후 | 다보스(1981–2010, 1594m a.s.l.)의 기후 | 다보스(1981–2010, 1594m a.s.l.)의 기후 |
| 월                                     | 1월                                    | 2월                                    | 3월                                    | 4월                                    | 5월                                    | 6월                                    | 7월                                    | 8월                                    | 9월                                    | 10월                                   | 11월                                   | 12월                                   | 연간                                   |
| -------------------------------------- | -------------------------------------- | -------------------------------------- | -------------------------------------- | -------------------------------------- | -------------------------------------- | -------------------------------------- | -------------------------------------- | -------------------------------------- | -------------------------------------- | -------------------------------------- | -------------------------------------- | -------------------------------------- | -------------------------------------- |
| 일평균 최고 기온 °C (°F)               | −0.2 (31.6)                            | 0.9 (33.6)                             | 3.8 (38.8)                             | 7.2 (45.0)                             | 12.4 (54.3)                            | 15.5 (59.9)                            | 18.1 (64.6)                            | 17.4 (63.3)                            | 14.1 (57.4)                            | 10.9 (51.6)                            | 4.2 (39.6)                             | 0.4 (32.7)                             | 8.7 (47.7)                             |
| 일일 평균 기온 °C (°F)                 | −4.9 (23.2)                            | −4.6 (23.7)                            | −1.3 (29.7)                            | 2.2 (36.0)                             | 7.1 (44.8)                             | 10.2 (50.4)                            | 12.4 (54.3)                            | 11.9 (53.4)                            | 8.6 (47.5)                             | 5.1 (41.2)                             | −0.7 (30.7)                            | −3.8 (25.2)                            | 3.5 (38.3)                             |
| 일평균 최저 기온 °C (°F)               | −9.1 (15.6)                            | −9.3 (15.3)                            | −5.9 (21.4)                            | −2.4 (27.7)                            | 2.1 (35.8)                             | 5.1 (41.2)                             | 7.2 (45.0)                             | 7.2 (45.0)                             | 4.0 (39.2)                             | 0.8 (33.4)                             | −4.4 (24.1)                            | −7.5 (18.5)                            | −1.0 (30.2)                            |
| 평균 강수량 mm (인치)                  | 66 (2.6)                               | 56 (2.2)                               | 59 (2.3)                               | 56 (2.2)                               | 88 (3.5)                               | 126 (5.0)                              | 136 (5.4)                              | 148 (5.8)                              | 93 (3.7)                               | 61 (2.4)                               | 72 (2.8)                               | 62 (2.4)                               | 1,022 (40.2)                           |
| 평균 강설량 cm (인치)                  | 90.0 (35.4)                            | 77.7 (30.6)                            | 67.3 (26.5)                            | 50.9 (20.0)                            | 13.4 (5.3)                             | 3.3 (1.3)                              | 0.6 (0.2)                              | 1.0 (0.4)                              | 4.6 (1.8)                              | 17.2 (6.8)                             | 66.3 (26.1)                            | 76.1 (30.0)                            | 468.4 (184.4)                          |
| 평균 강수일수 (≥ 1.0 mm)               | 8.8                                    | 7.6                                    | 9.7                                    | 9.6                                    | 11.9                                   | 13.6                                   | 13.2                                   | 13.5                                   | 9.9                                    | 8.0                                    | 9.4                                    | 9.5                                    | 124.7                                  |
| 평균 강설일수 (≥ 1.0 cm)               | 11.3                                   | 10.5                                   | 11.0                                   | 8.5                                    | 2.3                                    | 0.7                                    | 0.1                                    | 0.2                                    | 0.8                                    | 3.0                                    | 9.3                                    | 11.3                                   | 69.0                                   |
| 평균 상대 습도 (%)                     | 75                                     | 72                                     | 71                                     | 70                                     | 71                                     | 73                                     | 73                                     | 76                                     | 77                                     | 74                                     | 77                                     | 78                                     | 74                                     |
| 평균 월간 일조시간                     | 111                                    | 121                                    | 144                                    | 138                                    | 151                                    | 162                                    | 187                                    | 175                                    | 159                                    | 149                                    | 104                                    | 93                                     | 1,696                                  |
| 가능 일조율                            | 54                                     | 53                                     | 48                                     | 44                                     | 44                                     | 45                                     | 52                                     | 53                                     | 52                                     | 55                                     | 50                                     | 48                                     | 49                                     |
| 출처: MeteoSwiss                       |                                        |                                        |                                        |                                        |                                        |                                        |                                        |                                        |                                        |                                        |                                        |                                        |                                        |

## 인구통계

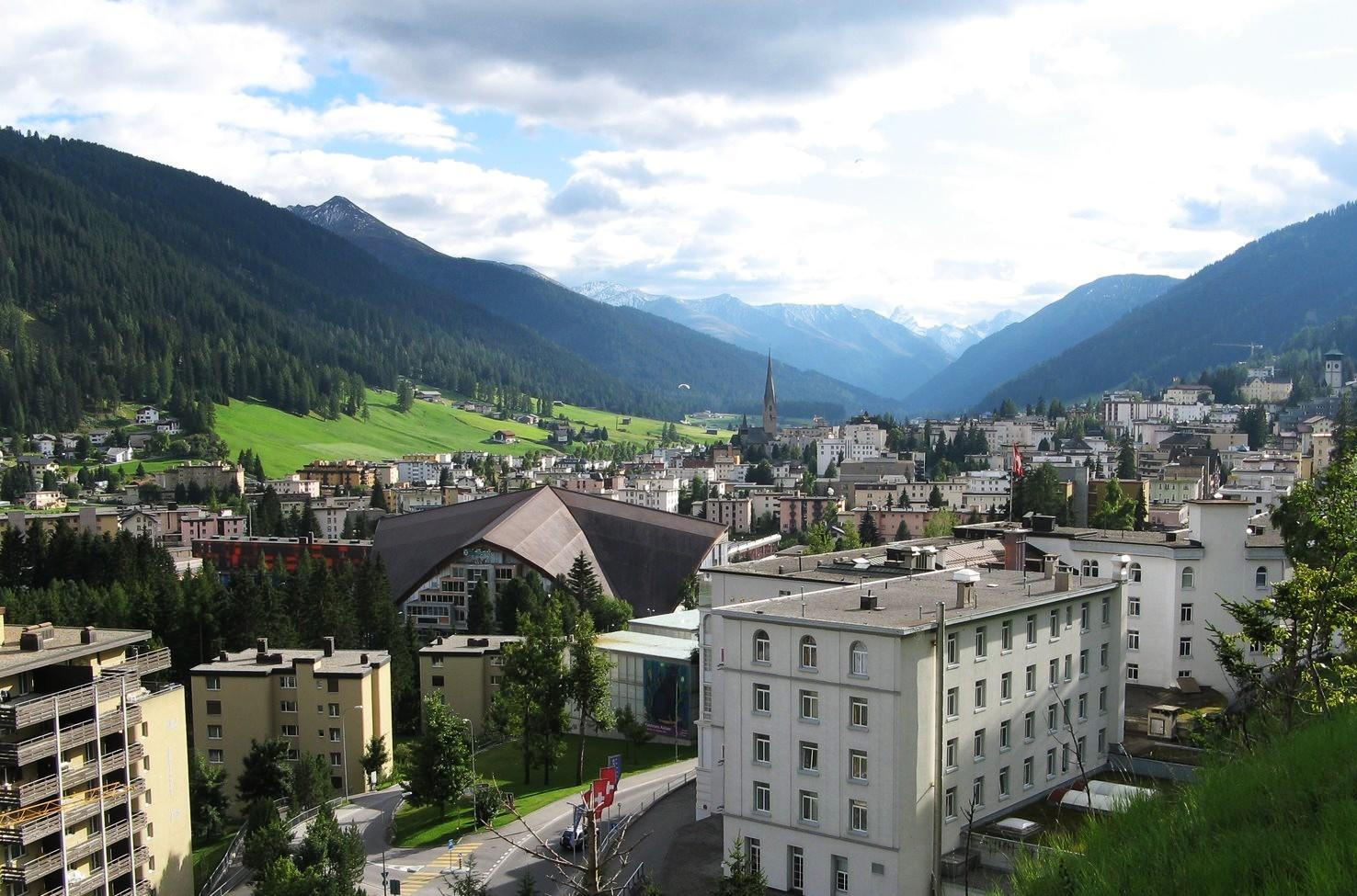
베일란트 아레나 (중앙).

다보스의 인구(2020년 12월 기준)는 10,832명이다. 2014년 기준으로 인구의 27.0%가 거주하는 외국인이다. 2015년에 인구의 7.3%가 독일에서 태어났고 인구의 6.9%가 포르투갈에서 태어났다. 2010년부터 2014년까지 4년 동안 인구는 -0.27%의 비율로 변화했다. 2014년 시정촌의 출생률은 9.1명이었고 사망률은 인구 1천 명당 8.2명이었다.
인구의 대부분(2000년 기준)은 독일어 (86.3%)를 구사하며, 세르보-크로아티아어가 두 번째로 많이 사용(2.8%)되고, 이탈리아어가 세 번째(2.7%)로 사용된다.
2014년 기준으로 아동·청소년(0~19세)이 17.3%, 성인(20~64세)이 64.5%, 노인(64세 이상)이 18.2%를 차지한다. 2015년에는 5,099명의 독신 거주자, 4,666명의 기혼 또는 동거인, 550명의 과부 또는 홀아비, 794명의 이혼한 거주자가 있었다.
2014년 다보스에는 5,441개의 개인 가구가 있었고, 평균 가구 규모는 2.03명이었다. 2000년 시정촌의 2,133채의 주거동 중 단독주택이 약 30.7%, 다가구주택이 39.1%를 차지하였다. 또한 1919년 이전에 건설된 건물의 약 25.9%, 1991년에서 2000년 사이에 8.3%가 건설되었다.  2013년 인구 1000명당 신규 주택 건설 비율은 23.46개였다. 2015년 시정촌 공실률은 0.71%였다.
역사적 인구는 다음 차트에 나와 있다.

### 종교
2000년 인구 조사에서 5,321명의 거주자(인구의 46.6%)가 스위스 개혁 교회에 속했고 3,950명의 거주자(34.6%)가 가톨릭 신자였다. 나머지 인구 중 크리스찬 가톨릭 교회 신자는 10명(인구의 약 0.09%), 정교회 신자는 439명(인구의 3.85%), 다른 기독교 교회 신도는 274명(2.40%)이었다. 무슬림 79명(0.69%), 다른 종교(목록에 없음)에 속한 56명(0.49%), 유대인 8명(0.07%)이 있었다. 또한 832명(7.29%)은 무신앙, 불가지론자 또는 무신론자였다. 448명(3.92%)이 질문에 답하지 않았다.

### 교육
다보스에서는 인구의 약 74%(25~64세)가 비필수 고등교육 또는 추가 고등교육(대학 또는 응용학문대학)을 완료했다.

## 관광
- 겨울철에는 스키장으로 유럽 각지에서 많은 투숙객을 모여든다. 여름철에는 피서와 등산 등 자연 애호가들이 모인다.
- 다보스 키르히너 미술관 (The Kirchner Museum Davos)은 독일 표현주의 화가 에른스트 루트비히 키르히너 (Ernst Ludwig Kirchner)가 나치의 박해를 받으면서 스위스에 피신하여 다보스로 정착해 이곳에서 창작 활동을 했다. 그 아틀리에 근처에 세워진 박물관 키르히너 본인의 작품을 중심으로 소장하고 있다.

## 경제
다보스는 관광 커뮤니티이자 지역 중심지이다.
2014년 기준으로 시정촌에 고용된 사람은 총 8,853명이다. 이 중 1차 경제 부문의 80개 기업에서 총 203명이 근무했다. 2차 부문은 145개의 개별 사업에서 996명의 근로자를 고용했다. 마지막으로, 3차 부문은 926개 기업에서 7,654개의 일자리를 제공했다. 2014년에는 908개 중소기업(50인 미만)에서 총 5,211명의 직원이 근무했다. 2,074명의 직원을 둔 17개의 중소기업과 369명의 직원을 가진 1개의 대기업이 있었다. 2014년에는 전체 인구의 23.5%가 사회부조를 받았다.
2015년 국내 호텔은 총 797,348건의 숙박을 했으며, 그중 46.9%가 해외 방문객이었다.

## 교통
다보스는 래티셰 철도(RhB) 철도망의 일부이다. RhB는 다보스에 두 개의 주요 역이 있다.
- 다보스 도르프 (북동쪽)
- 다보스 플라츠 (남서쪽)

지자체의 다른 역으로는 다보스 볼프강과 다보스 라레트가 클로스터스를 향하고 있으며, 다보스 프라우엔키르히, 다보스 글라리스, 다보스 몬슈타인, 다보스 비젠이 필리주어를 향하고 있다.
바이스플루흐요흐(파르젠)로 가는 케이블카 파르젠반(Parsennbahn)의 계곡 역인 다보스 도르프 DKB역은 다보스 도르프에 있으며, 샤츠알프로 가는 역인 다보스 플라츠 샤츠알프반역은 다보스 플라츠에 있다. 또한 다보스 플라츠에는 야콥스호른(Jakobshorn)으로 가는 케이블카의 맨 아래 역, 다보스 플라츠 DKB역 (해당 기차역 바로 옆)이 있으며, 우서 이쉬(Usser Isch)로 가는 체어리프트 중 하나인 다보스 플라츠(탈스테이션 카르욜)이 있다.
리너호른(Rinerhorn)으로 가는 리프트의 맨 아래 역은 RhB역 다보스 글라리스 바로 옆에 있다. 플뤼엘라의 측면 계곡에 있는 피샤 지역의 하나(되르프지)는 버스로 갈 수 있다.
지역 버스는 다보스 교통공사(vbd)에서 운영한다.

## 자매 도시
- 미국 아스펜 콜로라도주
- 프랑스 샤모니
- 일본 우에다시

## 같이 보기
- 다보스호
- 세계 경제 포럼